# Henton (Oxfordshire)
Henton – osada w Anglii, w hrabstwie Oxfordshire, w dystrykcie South Oxfordshire. Leży 25 km na wschód od Oksfordu i 59 km na północny zachód od Londynu.